# Mahaut
Pour les articles homonymes, voir Mahaut (homonymie).
Mahaut est une ville de la Dominique, située dans la paroisse de Saint-Paul.

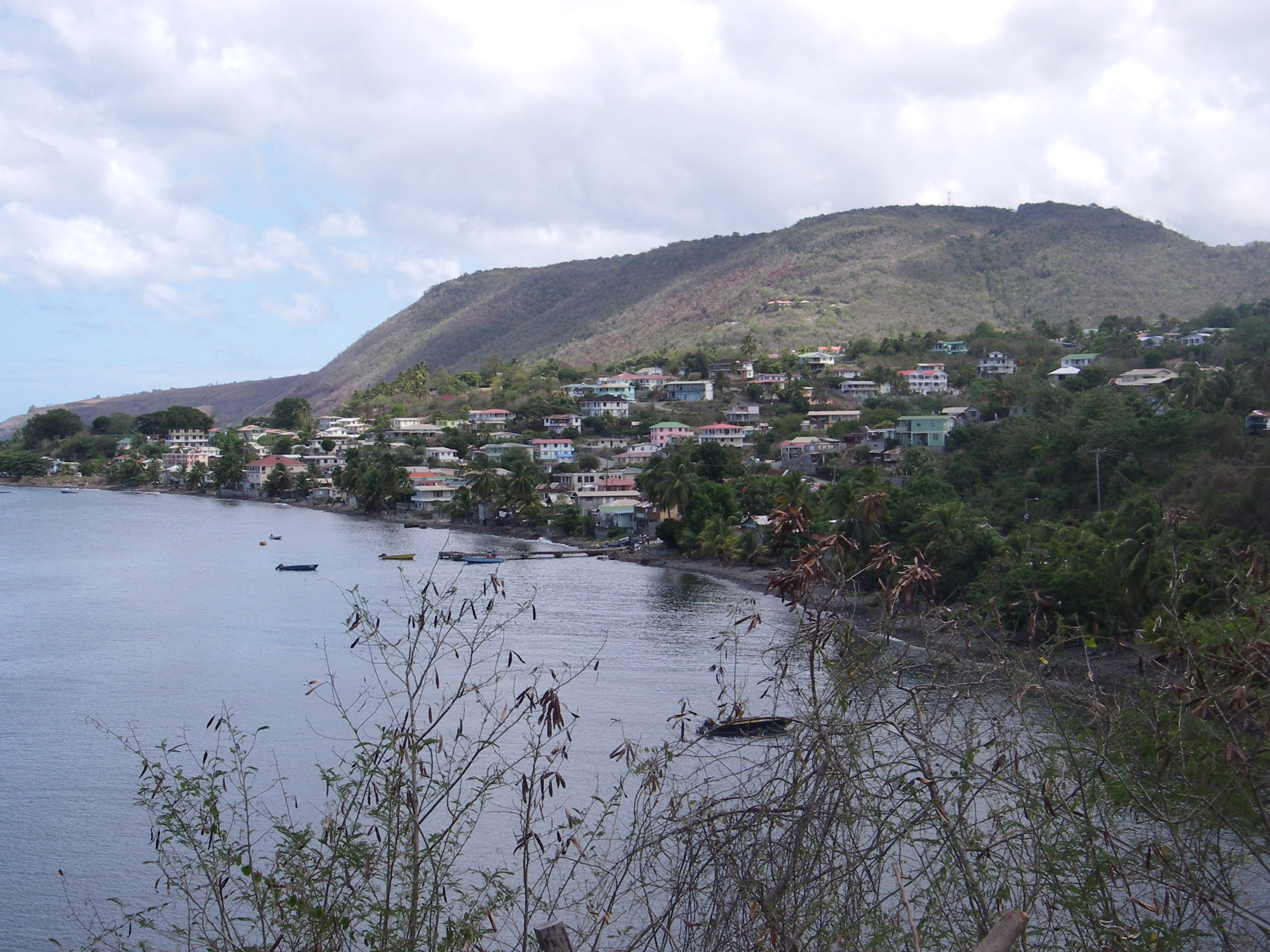
Mahaut, regardant vers le nord jusqu'à la côte ouest de la Dominique.